# Australopericoma dissimilis
Australopericoma dissimilis és una espècie d'insecte dípter pertanyent a la família dels psicòdids.
Viu a la caatinga, la qual es caracteritza per una llarga estació seca (entre 6 i 11 mesos) i poques precipitacions (entre 300 i 1.000 mm a l'any entre el novembre i el març).
Es troba a Sud-amèrica: l'estat de Bahia (el Brasil).